# 鳥居建男
鳥居 建男（とりい たつお、1953年 - ）は、日本の工学者（原子力工学）。福島大学環境放射能研究所特任教授。福井大学附属国際原子力工学研究所客員教授。

## 来歴
環境中における放射線変動要因の研究、特に雷雲から発生する高エネルギー放射線の挙動、及びそのメカニズムについて研究し、現在は福島第一原発事故によってもたらされた環境中、及び建屋内の放射性物質の分布の可視化を中心に従事している。
専門分野は、放射線計測、環境放射線、大気電気。

### 年表
- 1972年：福井県立美方高等学校卒業
- 1976年：富山大学文理学部理学科（物理専攻）卒業
- 1979年：富山大学大学院理学研究科修士課程修了
- 1982年：動力炉・核燃料開発事業団入社（現・国立研究開発法人日本原子力研究開発機構）（ - 2020年）
- 2004年：大阪大学大学院工学研究科 博士（工学）取得
- 2011年：日本原子力研究開発機構 福島研究開発部門（ - 2020年）
- 2020年7月：福島大学環境放射能研究所特任教授
- 2023年4月：福井大学附属国際原子力工学研究所特命教授